# Рутковский, Ян
Рутковский Ян (пол. Jan Rutkowski; 8 апреля 1886, Варшава — 21 мая 1949, Познань) — польский историк и экономист, член Польской академии знаний. Один из ведущих ученых в области экономической истории Польши. С 1919 года профессор Познанского университета.

## Биография
Родился 8 апреля 1886 года в Варшаве. Учился во Львове, где получил степень доктора политической экономии. Специализировался на Польше XVI—XIX веков.
В течение многих лет работал профессором в Университете Познани, председатель экономической истории этого университета. В 1924 году стал членом-корреспондентом, а в 1932 году действительным членом Польской академии знаний. Принадлежал к Научному обществу в Варшаве и Познанскому обществу друзей наук.
Перед началом Второй мировой войны инициировал создание социально-экономического научного журнала, посвященного социальной и экономической истории Польши. Впервые был издан в Познани в 1931 году. Выпускается и в настоящее время при поддержке Общества друзей наук и академии наук.
Умер 21 мая 1949 года в городе Познань (Польша).

## Научная деятельность
В своих трудах охватил всю экономическую историю Польши в начале XX век. Особо тщательно исследовал проблематику XVI—XVIII веков. Для его работ характерен сравнительно-исторический метод исследования. Ян Рутковский воспринимал ряд элементов марксистского понимания социально-экономических отношений, но в целом его концепция, в которой ключевое значение отводится структуре распределения доходов, не выходит за рамки классической политэкономии.
Он начал свою научную деятельность относительно восстановления независимости Польши, изучая аграрные отношения в XVII—XVIII веке, в частности показал ухудшение положения крестьян в результате развития барско-фольварковой системы. После 1918 года стремился к обобщениям, созданию теорий исторического развития Польши. Выдвинул концепцию «экономической истории феодального строя». В Польше существовал аграрный феодализм подобный западноевропейскому, его суть заключалась в существовании двух форм собственности — верховной (панской) и крестьянской.
Верховный собственник владел судебными и административными функциями, правом устанавливать повинности на подданных, что позволяло осуществлять перераспределение прибыли крестьян на помещичью и собственно крестьянскую части. Подготовил фундаментальную двухтомную «Экономическую историю Польши», изданную после Второй мировой войны. В центре исследования находилась сфера распределения, которая рассматривалась независимо от производства. Игнорировал влияние социальных движений на развитие общества.

## Публикации
1. «Исследования о положении крестьян в Польше в восемнадцатом веке», Экономист 1914 г;
2. «Итальянская литература историко-экономической ситуации в последние двадцать лет (1890—1910)»;
3. «Государственные финансы Польши в конце средневековья»
4. «Государственные финансы Польши во времена правления Александра Ягайло»;
5. «Исследование организации крестьянской собственности в годы 1910—1912, с учетом прошлых лет»;
6. «Крепостное право крестьян в восемнадцатом веке в Польше и в некоторых европейских странах», Познань 1921;
7. «История польской экономики в период предварительного разделения»;
8. «Исследование о распределении доходов в Польше на современном этапе»;
9. «Вопрос о земельной реформе в восемнадцатом веке в Польше», Познань 1925

- Экономическая история Польши / Пер. с польск. Л. В. Разумовской и Ч. Вольского ; Под ред. и с предисл. проф. Ф. Я. Полянского. — М. : Издательство иностранной литературы, 1953. — 428 с.